# Jeunes néo-démocrates du Canada
Les Jeunes néo-démocrates du Canada (JND, anglais : New Democratic Youth of Canada) sont le mouvement de jeunesse du Nouveau Parti démocratique (NPD) du Canada. Ses membres ont moins de 25 ans. 

## Statuts
L'existence des Jeunes néo-démocrates est prévue par l'article 11 des statuts du NPD qui les définissent comme « une section autonome » au sein du parti. Les chapitres, clubs et sections provinciales des Jeunes néo-démocrates sont représentés aux congrès biennaux et au conseil fédéral du NPD et le président des Jeunes néo-démocrates siègent au sein de l'exécutif du parti. 
Les statuts des Jeunes néo-démocrates fixent l'âge limite d'adhésion à 25 ans.

## Québec
Les Jeunes néo-démocrates du Québec (JNDQ) ont été fondés au même moment que la Section Québec du NPD, en 1994, à la suite de la scission du NPD-Québec de sa contrepartie fédérale. Les JNDQ militent donc seulement en politique fédérale.
1. ↑  Nouveau Parti démocratique, Statuts du Nouveau Parti démocratique du Canada en vigueur à partir d'avril 2013, 2013 (lire en ligne)
2. ↑  « Statuts des Jeunes néo-démocrates du Canada », sur Jeunes Néo-démocrates (consulté le 14 avril 2016)